# Strigapoderus scabrosus
Strigapoderus scabrosus là một loài bọ cánh cứng trong họ Attelabidae. Loài này được Voss miêu tả khoa học năm 1928.